# Gusanos de seda
Gusanos de seda és una pel·lícula espanyola de gènere dramàtic de 1976, dirigida per Francisco Rodríguez i protagonitzada en els papers principals per Rafaela Aparicio, Esperanza Roy, Antonio Ferrandis, Florinda Chico i Alfredo Mayo.

## Sinopsi
A Madrid, dies abans d'esclatar la Guerra Civil, un ric industrial preocupat perquè no té descendència, falseja unes noces entre la seva filla retardada mental i un treballador de la notaria que viu dominat per la seva mare. La noia, al no quedar-se embarassada sofrirà les vexacions de la seva nova família, que només els interessa els diners que reben del pare d'ella a canvi d'un net sa.

## Repartiment
- Esperanza Roy com Rosalía.
- Antonio Ferrandis com D. Alberto
- Rafaela Aparicio com Dª Piedad.
- Florinda Chico com Encarna.
- Alfredo Mayo com	D. Ernesto
- Miguel Narros com	Miguel.
- Agustín González com Alcalde.
- Encarna Paso com Dª Teresa.
- Enrique Navarro com Doctor.
- Francisco Merino com Aguacil.
- Manuel Pereiro com D. Sebastián.
- Luis Barbero com Cura.
- Luisa Fernanda Gaona com Madre Rosalía.
- Rafael Corés com Cunyat D. Ernesto
- María Arias com Donzella.
- Luis Ciges com Cura poble.
- Adolfo Thous com Empleat.
- José Luis Lizalde com Sereno.
- Joaquín Molina com a Secretari.
- Antonio Gamero com Taxista.
- Mery Leyva com Dona poble.
- Ángeles Lamuño com Criada.
- Fernando Caso com	Jiménez.

## Producció
La pel·lícula va competir en la XXIV edició del Festival Internacional de Cinema de Sant Sebastià, en substitució de El desencanto que va ser retirada pel seu productor Elías Querejeta, a causa de la repressió política sobre el poble basc. No obstant això, aquesta participació es va fer per la voluntat del productor José Antonio Cascales i en contra de la voluntat del seu director Francisco Rodríguez qui es va solidaritzar de manera pública amb Querejeta i Chávarri.